# Six-String Samurai
Six-String Samurai ist ein US-amerikanischer Actionfilm aus dem Jahre 1998.

## Handlung
Der Film spielt in einer postapokalyptischen Welt, welche sich durch russische Atombomben im Jahre 1957 in eine unbewohnbare Wüstenlandschaft verwandelt hat. Da die Regierungen zusammengebrochen sind, regiert Elvis die Region von „Lost Vegas“, welche seit den Fünfzigern von der Roten Armee, welche mittlerweile auf die Größe von 40 Mann geschrumpft ist, erfolglos belagert wird.
Der Film beginnt mit dem Tod Elvis’, woraufhin ein Radiomoderator alle Musiker des Landes auffordert, sich nach Lost Vegas zu begeben, um ihr Können unter Beweis zu stellen und der neue König des Rock ’n’ Roll zu werden.
Auch Buddy, ein Buddy Holly ähnelnder Gitarrist mit einem Katana an der Rückseite seiner halbakustischen Gitarre, folgt diesem Ruf und reist zusammen mit einem Kind, welches ihm auf Schritt und Tritt folgt, durch die Wüsten Kaliforniens. Auf ihrer Reise begegnen sie zahlreichen Widersachern, so z. B. einer kannibalischen Vorstadtfamilie, zombiehaften Wesen in Raumanzügen der NASA, der Roten Armee, einer Bowlingmannschaft bestehend aus Kopfgeldjägern, einer russischen Rockabilly-Band (die „Red Elvises“) sowie den normalen Bewohnern des verwüsteten Niemandslandes. Hauptantagonist ist der Tod, ein Slash ähnelnder Gitarrist mit verhülltem Gesicht, schwarzem Zylinder und einer Stratocaster, welcher sich mit seinen drei Schergen ebenfalls nach Lost Vegas begibt, um als neuer König den Rock ’n’ Roll auszurotten und die Herrschaft des Metal einzuläuten.

## Veröffentlichung
Als der Film 1998 veröffentlicht wurde, waren die Kritiken gemischt, größtenteils jedoch positiv, insbesondere Kritiker von Indie-Magazinen lobten den Film für seine Originalität. Konventionelle Kritiker waren zurückhaltender, so gaben ihm auf der Seite Rotten Tomatoes 58 % der Kritiker eine gute Bewertung, auf der Internet Movie Database bekam der Film eine Wertung von 6,5 von 10 Punkten (Stand Januar 2012).
Der Film wurde nur in wenigen Kinos gezeigt und spielte insgesamt nur ca. 125.000 Dollar ein, womit der Film bei dem bereits sehr niedrigen Budget von 2.000.000 Dollar ein Flop wurde. Ursprünglich gab es Pläne, eine Trilogie zu veröffentlichen, welche jedoch nach den schlechten Einspielergebnissen nicht realisiert wurde.
Der Film wurde in Deutschland am 21. Februar 2006 auf DVD veröffentlicht.

## Auszeichnungen
Sitges Festival Internacional de Cinema de Catalunya
- Nominierung als Bester Film

Slamdance Film Festival
- Nominierung für den „Grand Jury Prize“
- Auszeichnung „Excellence in Editing Award“
- Auszeichnung „Vision Award for Cinematography“